# Iaïa
La Iaïa (en russe : Яя) est une rivière de Russie qui coule dans la partie sud-est de la plaine de Sibérie occidentale, dans les oblasts de Kemerovo et de Tomsk. C'est un affluent du Tchoulym en rive gauche, donc un sous-affluent de l'Ob.

## Géographie
La longueur de la Iaïa est de 380 kilomètres et son bassin versant s'étend sur 11 700 km2. Son débit inter annuel moyen est de 82,7 m3/s à Semenovsk, à 22 km de sa confluence avec le Tchoulym
La rivière naît dans les hauteurs du piémont de l'Alataou de Kouznetsk, à une trentaine de kilomètres à l'est de la ville de Kemerovo, chef lieu de l'oblast homonyme. Elle se dirige globalement droit vers le nord et baigne ainsi la ville de Iaïa. Elle se jette dans le Tchoulym en rive gauche au niveau de la petite localité de Bolchoïe Dorokhovo, une quinzaine de kilomètres en amont de la ville d'Assino.

## Villes traversées
La Iaïa traverse la ville homonyme de Iaïa.

## Affluents
- le Barzas (Барзас)
- le Zolotoï Kitat (Золотой Китат)

## Navigabilité
La Iaïa est navigable sur 114 kilomètres à partir de la confluence.
Elle est prise par les glaces à partir de la première moitié du mois de novembre, et ce jusqu'au mois d'avril.

## Hydrométrie - Les débits mensuels à Ousmanka
Le débit de la Iaïa a été observé pendant 12 ans (sur la période 1968-1980) à Ousmanka, localité située à 82 kilomètres de sa confluence avec le Tchoulym. 
Le débit inter annuel moyen ou module observé à Ousmanka sur cette période était de 70,65 m3/s pour une surface de drainage de 10 200 km2, soit plus ou moins 87 % de la totalité du bassin versant de la rivière qui en compte 11 700.
La lame d'eau écoulée dans ce bassin versant se monte ainsi à 219 millimètres par an, ce qui doit être considéré comme assez élevé dans le contexte du bassin de l'Ob, caractérisé généralement par un écoulement assez modeste. 
Rivière alimentée essentiellement par la fonte des neiges, la Iaïa est un cours d'eau de régime nival qui présente deux saisons bien marquées. 
Les hautes eaux se déroulent au printemps, aux mois d'avril et de mai, ce qui correspond au dégel et à la fonte des neiges. Le bassin bénéficie de précipitations assez abondantes sur les sommets de la partie supérieure de son bassin. Dès le mois de juin, le débit de la rivière s'effondre, ce qui mène presque sans transition à la période des basses eaux, qui s'étend sur le reste de l'année. En octobre-novembre cependant, un second sommet - assez minime - se dessine, correspondant aux précipitations de l'automne.  
Le débit moyen mensuel observé en février (minimum d'étiage) est de 14,2 m3/s, soit plus ou moins 5 % du débit moyen du mois de mai (289 m3/s), ce qui souligne l'amplitude élevée des variations saisonnières. Sur la durée d'observation de 12 ans, le débit mensuel minimal a été de 1,35 m3/s en mars 1977, tandis que le débit mensuel maximal s'élevait à 719 m3/s en mai 1975. 
En ce qui concerne la période estivale, la plus importante car libre de glaces (d'avril à octobre inclus), le débit mensuel minimal observé a été de 9,94 m3/s en août 1974.  